# Meus Prêmios Nick 2007
O Meus Prêmios Nick 2007 é a oitava edição da premiação.

## Indicados e Vencedores[2]

### Atriz favorita
| Indicado              | Trabalho          | Resultado |
| --------------------- | ----------------- | --------- |
| Taís Araújo           | Cobras & Lagartos | Venceu    |
| Alessandra Negrini    | Paraíso Tropical  | Indicado  |
| Fernanda Vasconcellos | Páginas da Vida   | Indicado  |
| Flávia Alessandra     | Pé na Jaca        | Indicado  |

### Ator Favorito
| Indicado       | Trabalho          | Resultado |
| -------------- | ----------------- | --------- |
| Lázaro Ramos   | Cobras & Lagartos | Venceu    |
| Fábio Assunção | Paraíso Tropical  | Indicado  |
| Murilo Benício | Pé na Jaca        | Indicado  |
| Thiago Fragoso | O Profeta         | Indicado  |

### Revelação do Ano
| Indicado          | Função           | Resultado |
| ----------------- | ---------------- | --------- |
| Joana Morcazel    | Páginas da Vida  | Venceu    |
| Alemão            | BB7              | Indicado  |
| Natália Guimarães | Miss Brasil 2007 | Indicado  |
| Strike            | banda            | Indicado  |

### Desenho Animado Favorito
| Indicado             | Resultado |
| -------------------- | --------- |
| Três Espiãs Demais   | Venceu    |
| Avatar               | Indicado  |
| Bob Esponja          | Indicado  |
| Os Padrinhos Mágicos | Indicado  |

### Gata do Ano
| Indicado              | Resultado |
| --------------------- | --------- |
| Íris Stefanelli       | Venceu    |
| Camila Pitanga        | Indicado  |
| Fernanda Vasconcellos | Indicado  |
| Graziella Massafera   | Indicado  |

### Gato do Ano
| Indicado         | Resultado |
| ---------------- | --------- |
| Gustavo Leão     | Venceu    |
| Alemão           | Indicado  |
| Japinha          | Indicado  |
| Thiago Rodrigues | Indicado  |

### Banda Favorita
| Indicado    | Resultado |
| ----------- | --------- |
| Babado Novo | Venceu    |
| CPM22       | Indicado  |
| NX Zero     | Indicado  |
| Pitty       | Indicado  |

### Cantor do Ano
| Indicado                            | Resultado |
| ----------------------------------- | --------- |
| Di Ferrero (NX Zero)                | Venceu    |
| Armandinho                          | Indicado  |
| Dinho Outro Preto (Capital Inicial) | Indicado  |
| Marcelo D2                          | Indicado  |

### Cantora do Ano
| Indicado       | Resultado |
| -------------- | --------- |
| Claudia Leitte | Venceu    |
| Ivete Sangalo  | Indicado  |
| Pitty          | Indicado  |
| Sandy          | Indicado  |

### Música do Ano
| Indicado                              | Resultado |
| ------------------------------------- | --------- |
| Razões e Emoções - NX Zero            | Venceu    |
| "Berimbau Metalizado" - Ivete Sangalo | Indicado  |
| "Eu Sei" - Papas da Língua            | Indicado  |
| "Na sua Estante" - Pitty              | Indicado  |

### Videogame Favorito
| Indicado                                | Resultado |
| --------------------------------------- | --------- |
| The Sims                                | Venceu    |
| Harry Potter e o Prisioneiro de Azkaban | Indicado  |
| New Super Mario Bros.                   | Indicado  |
| Winning Eleven                          | Indicado  |

### Vídeo Clip Nacional Favorito
| Indicado                            | Resultado |
| ----------------------------------- | --------- |
| Berimbau Metalizado - Ivete Sangalo | Venceu    |
| Na sua Estante - Pitty              | Indicado  |
| Razões e Emoções - NX Zero          | Indicado  |
| Voce me faz tao bem - Detonautas    | Indicado  |

### Atleta Favorito
| Indicado       | Resultado |
| -------------- | --------- |
| Thiago Pereira | Venceu    |
| Felipe Massa   | Indicado  |
| Giba           | Indicado  |
| Kaká           | Indicado  |

### Artista Internacional Favorita
| Indicado            | País           | Resultado |
| ------------------- | -------------- | --------- |
| Fergie              | Estados Unidos | Venceu    |
| High School Musical | Estados Unidos | Indicado  |
| Johnny Depp         | Estados Unidos | Indicado  |
| RBD                 | México         | Indicado  |

### Prêmio Especial: Pró Social
- Wanessa Camargo

### Trajetória
- Maurício de Sousa